# Allocosa comotti
Allocosa comotti är en spindelart som först beskrevs av Tamerlan Thorell 1887. Allocosa comotti ingår i släktet Allocosa och familjen vargspindlar.
Artens utbredningsområde är Myanmar. Inga underarter finns listade i Catalogue of Life.